# Thăng Long tứ quán

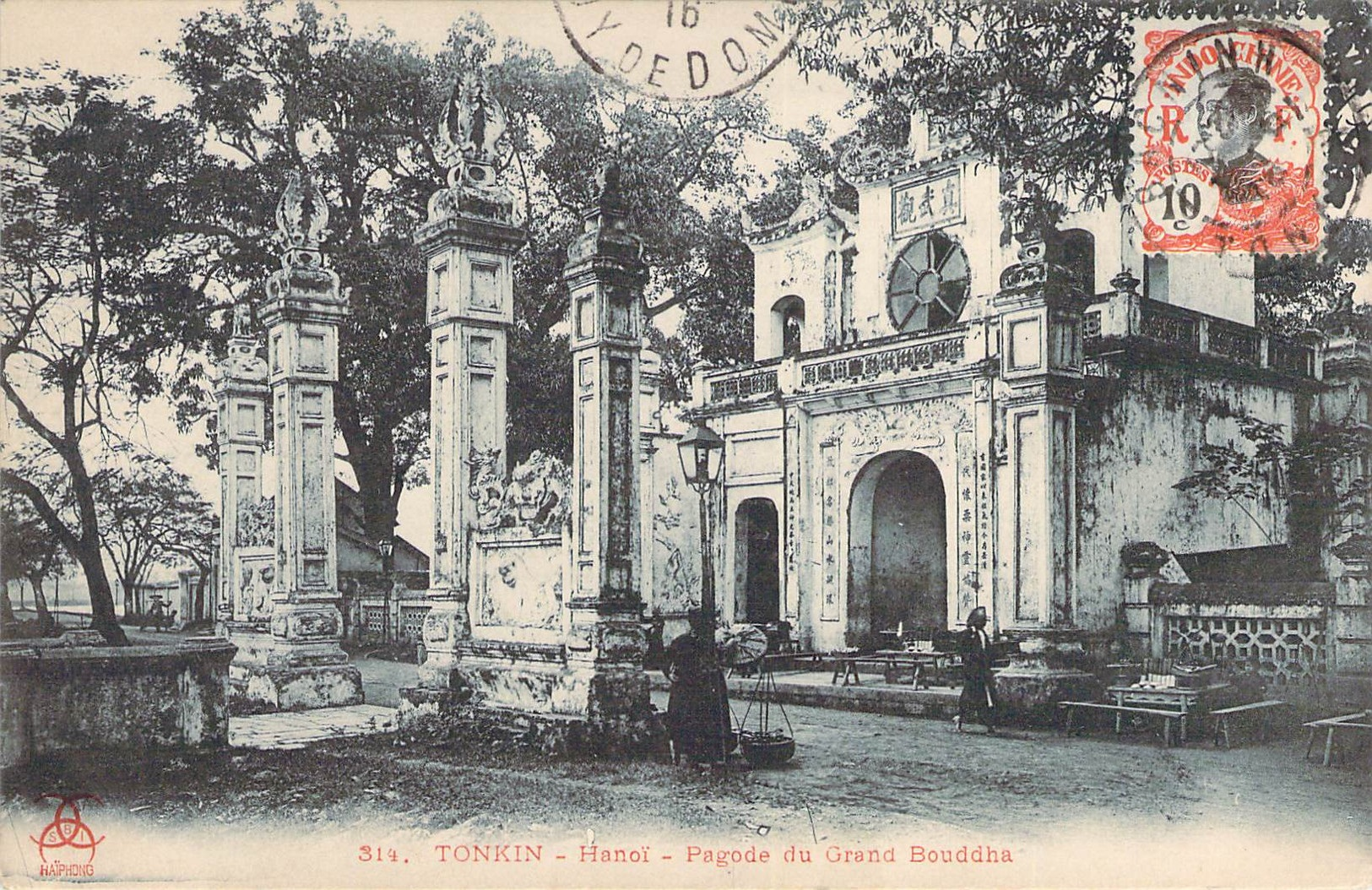
Trấn Vũ quán (Đền Quán Thánh), một trong Thăng Long tứ quán vào những năm đầu thế kỷ 20.

Thăng Long tứ quán là bốn quán của Đạo giáo ở đất Thăng Long xưa. Quán là nơi tu hành của những người theo Đạo giáo. Ở Thăng Long có bốn Đạo quán lớn, bao gồm:
- Trấn Vũ quán, nay gọi là đền Quán Thánh ở phố Quán Thánh.
- Huyền Thiên quán, nay là chùa Huyền Thiên ở phố Hàng Khoai.
- Đồng Thiên quán, nay là chùa Kim Cổ ở phố Đường Thành.
- Đế Thích quán, nay là chùa Vua ở phố Thịnh Yên.

Những Đạo quán này đều xây dựng từ thời kỳ phát triển của Đạo giáo ở Việt Nam từ xa xưa, nhưng cũng chỉ đến hết đời Mạc. Từ đời Lê Trung Hưng, do Đạo giáo suy thoái, những đạo quán bị Phật giáo hóa, trở thành chùa. Bên cạnh tượng các thánh của Đạo giáo còn có thêm tượng Phật. Ngoại trừ Trấn Vũ quán có tượng Trấn Vũ quá lớn nên vẫn còn giữ được bản chất đạo quán, những quán còn lại đều đổi tên thành chùa, trở thành nơi thờ Phật.